# Cachoeira de Goiás
Cachoeira de Goiás es un municipio brasilero del estado de Goiás. Su población estimada en 2004 era de 1.530 habitantes.
El poblado de “Cachoeira de Goiás” tuvo su origen en 1892, con la venida de Manoel Fernandes Pereira y otras familias que allí construyeron una capilla bajo la invocación del Divino Padre Eterno y hicieron la donación de parte de sus tierras a la Iglesia para la formación del
patrimonio. Con la llegada de otras familias, el poblado se desarrolló, hasta que por los esfuerzos del Coronel Francisco Seabra Guimarães, pasó a la categoría de distrito, por la Ley Municipal n.º 87, del 9 de abril de 1901, con el nombre de “Cascada del Humo”, perteneciente al Municipio de Goiás. 
El 31 de octubre de 1938, por el Decreto de ley 1233, pasó a pertenecer al Municipio de Paraúna, pasando a denominarse “Moitu” ( de origen desconocido) a partir del 31 de diciembre de 1943, por el Decreto de ley n.º 8305. En 1948, pasó a pertenecer a Aurilândia y en 10 de noviembre de 1953, por la Ley n.º 878, fue elevado a la categoría de municipio, con el topónimo “Cachoeira de Goiás”, instalado oficialmente en marzo de 1954.